# 뉴헤이븐 나이트호크스
| 뉴헤이븐 나이트호크스 | |
| 콘퍼런스              | |
| 디비전                | 이스트 디비전 (1972년~1973년) 노스 디비전 (1973년~1975년) (1987년~1992년) 사우스 디비전 (1975년~1976년) (1977년~1987년)                               |
| 설립연도              | 1972년 |
| 해체연도              | 1992년 |
| 역사                  | 뉴헤이븐 나이트호크스 (1972년~1992년) 뉴헤이븐 세너터스 (1992년~1993년) 프린스에드워드아일랜드 세너터스 (1993년~1996년) 빙엄턴 세너터스 (2002년~현재) |
| 경기장                | 뉴헤이븐 콜리시엄 |
| 연고지                | 코네티컷주 뉴헤이븐 |
| 상징색                | 검정, 은, 하양 |
| 구단주                | |
| 단장                  | |
| 감독                  | |
| NHL 제휴              | |
| ECHL 제휴             | |
| 정규시즌 우승         | 1 (1980) |
| 콘퍼런스 우승         | |
| 디비전 우승           | 2 (1979, 1980) |
| 칼더 컵               | |
| 영구 결번             | |

뉴헤이븐 나이트호크스(New Haven Nighthawks)는 미국 코네티컷주 뉴헤이븐을 연고지로 하는 1972년부터 1992년까지 AHL 소속되었던 아이스 하키팀이다.

## 역대 홈경기장
| 뉴헤이븐 나이트호크스 |               |          |                     |                             |
| 경기장                | 사용기간      | 수용인원 | 장소                | 비고                        |
| 뉴헤이븐 콜리시엄     | 1972년~1992년 | 11,171명 | 코네티컷주 뉴헤이븐 | 2007년 1월 20일 철거되었음. |